# Tipo de tren

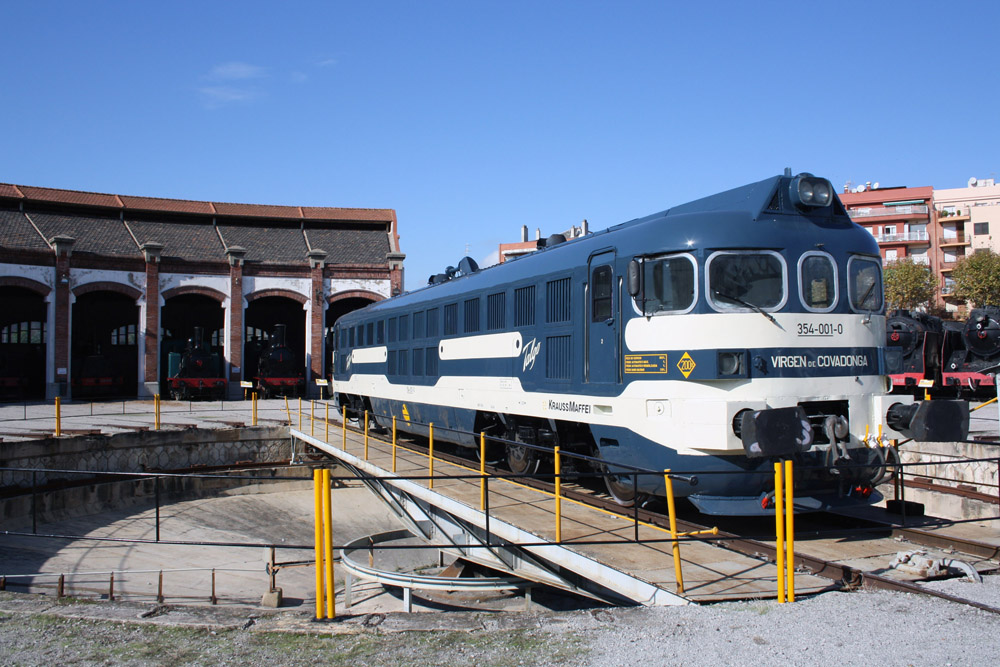
Locomotora Serie 354, primera diésel en ser Tipo 200B

El Tipo de tren, a efectos del Reglamento de Circulación Ferroviaria (RCF) en España, es un código asignado a los trenes que circulan por la red ferroviaria de Adif, y está relacionado con la velocidad máxima a la que puede circular el tren en diferentes situaciones. El mismo RCF utiliza la mayúscula para referirse a este concepto, haciendo así distinción sobre el resto de significados comunes de la palabra tipo.
Se compone de dos partes:
- Un número: Indica la velocidad máxima absoluta en kilómetros por hora a la que puede circular el tren en las condiciones más favorables. Está expresado en valores múltiplos de 10.

- Una letra: Indica la aceleración lateral máxima no compensada, en el plano de la vía, que puede soportar el tren en las curvas. Por lo tanto, está relacionada con la velocidad máxima con la que dicho tren puede tomar una determinada curva. Las letras utilizadas son: N para Tipo Normal, A, B, C y D.

En la tabla siguiente se relaciona cada letra con la aceleración lateral máxima a la que representa:
| Letra del Tipo | Aceleración lateral no compensada | Incremento de velocidad en curva sobre Tipo N | Ejemplo de vehículo   |
| -------------- | --------------------------------- | --------------------------------------------- | --------------------- |
| N              | ≤ 0,65 m/s2                       | -                                             | Serie 440             |
| A              | ≤1 m/s2                           | 10,7 %                                        | Serie 599             |
| B              | ≤1,2 m/s2                         | 16,2 %                                        | Serie 130             |
| C              | ≤1,5 m/s2                         | 24,5 %                                        | No existe actualmente |
| D              | ≤1,8 m/s2                         | 32,1 %                                        | Serie 598             |

Hay que puntualizar, que la velocidad máxima absoluta indicada por el número, y la relacionada con la aceleración lateral indicada por la letra, son independientes entre sí, ya que expresan conceptos diferentes. Tanto una como otra, son función de las características técnicas de cada vehículo.
Normalmente, los trenes que disponen de sistemas de pendulación o basculación, suelen permitir una aceleración lateral mayor que los demás, por lo que habitualmente se les asigna una letra superior. Ejemplo claro son los automotores de la Serie 598, dotados de basculación, de manera que cuando la llevan en funcionamiento son considerados Tipo D, y cuando la llevan inhibida, Tipo A.
La clasificación por letras es muy útil a la hora de circular por líneas con numerosas curvas, con radios relativamente reducidos, ya que los trenes que pueden pasar por ellas a mayor velocidad, suponen un ahorro en tiempo bastante importante. En líneas con pocas curvas, normalmente, suponen un ahorro en tiempo aquellos vehículos cuya velocidad máxima absoluta es mayor. Por esto último, en los trenes que circulan íntegramente por líneas de alta velocidad, no se considera la letra algo relevante, por lo que sus Tipos quedan expresados únicamente por un número.
En cada vehículo se sitúan inscripciones correspondientes a su Tipo, con el número seguido de la letra dentro de un rectángulo o un rombo, excepto en los de Tipo N (Normal), en los que solo se inscribe el número. Así, un vehículo marcado, por ejemplo, como 200B, no podrá superar en ningún momento la velocidad máxima de 200 km/h, ni la que venga impuesta en las curvas para los trenes Tipo B. De igual manera, un vehículo marcado como 160, no podrá superar en ningún momento los 160 km/h, ni las velocidades máximas impuestas en las curvas para los trenes Tipo N.
Cada vehículo ferroviario tiene un Tipo determinado, aunque normalmente los de la misma Serie tienen mismo Tipo. Cuando se forman trenes compuestos por vehículos de varios Tipos, el Tipo final del tren completo es el del vehículo con el Tipo más desfavorable, tanto en letra como en número.

## Señalización

Señal de limitación de velocidad para Tipos:
N: 50 km/h
A: 70 km/h
B: 80 km/h.

Las limitaciones de velocidad en la red ferroviaria de Adif se indican, generalmente, por medio de unos cartelones cuadrangulares con fondo blanco y una cifra en negro. Cuando una determinada limitación de velocidad es la misma para todos los Tipos de tren (N, A, B, C y D), se utiliza un solo cartelón.
En cambio, cuando la limitación es diferente para los distintos Tipos, se expresa por medio de tres cartelones en una misma señal, que de arriba abajo se corresponden con los Tipos N, A y B, tal como muestra la imagen.
Las limitaciones de velocidad para los trenes Tipo C y D no están señalizadas en la vía, debido al reducido número de vehículos de estos Tipos, por lo que se dan a conocer al maquinista mediante aparatos de señalización en cabina.
Estas señales ordenan al maquinista no exceder de la velocidad indicada, hasta la siguiente señal que establezca un nuevo límite.

## Ejemplo práctico
Formamos un tren con vehículos de los Tipos 120A, 140 y 160D. El Tipo final del tren completo será, por tanto, Tipo 120, ya que la velocidad máxima menor de los vehículos que lo componen es 120 km/h, y la letra de inferior categoría es la N, que no se representa, y se refiere al Tipo Normal.
Esto quiere decir que dicho tren no podrá superar en ningún momento la velocidad máxima de 120 km/h, y deberá respetar las velocidades máximas del Tipo Normal en las curvas, que en el caso de la imagen sería 50 km/h.